# Kim Ji-hyun
Kim Ji-hyun (kor. 김지현; * 10. September 1974) ist eine ehemalige Badmintonspielerin aus Südkorea.

## Sportliche Karriere
Kim Ji-hyun, Spezialistin für das Dameneinzel, nahm zweimal an Olympia teil. Bei den Olympischen Sommerspielen 1996 wurde sie Vierte im Einzel, vier Jahre später Fünfte. 1998 siegte sie bei den Swedish Open, 1999 bei den Norwegian International und den Hungarian International.

## Sportliche Erfolge
| Saison | Veranstaltung           | Disziplin   | Platz | Name        |
| ------ | ----------------------- | ----------- | ----- | ----------- |
| 1994   | Swedish Open            | Dameneinzel | 2     | Kim Ji-hyun |
| 1995   | Asienmeisterschaft      | Dameneinzel | 5     | Kim Ji-hyun |
| 1996   | Olympia                 | Dameneinzel | 4     | Kim Ji-hyun |
| 1996   | Thailand Open           | Dameneinzel | 2     | Kim Ji-hyun |
| 1997   | Indonesia Open          | Dameneinzel | 5     | Kim Ji-hyun |
| 1997   | Thailand Open           | Dameneinzel | 3     | Kim Ji-hyun |
| 1997   | Japan Open              | Dameneinzel | 5     | Kim Ji-hyun |
| 1998   | Japan Open              | Dameneinzel | 5     | Kim Ji-hyun |
| 1998   | Asienmeisterschaft      | Dameneinzel | 5     | Kim Ji-hyun |
| 1998   | Swedish Open            | Dameneinzel | 1     | Kim Ji-hyun |
| 1999   | Swedish Open            | Dameneinzel | 2     | Kim Ji-hyun |
| 1999   | Hungarian International | Dameneinzel | 1     | Kim Ji-hyun |
| 1999   | Norwegian International | Dameneinzel | 1     | Kim Ji-hyun |
| 1999   | Japan Open              | Dameneinzel | 3     | Kim Ji-hyun |
| 2000   | Chinese Taipei Open     | Dameneinzel | 3     | Kim Ji-hyun |
| 2000   | Olympia                 | Dameneinzel | 5     | Kim Ji-hyun |